# Fragaria
La fresa o frutilla (Fragaria) es un género de plantas rastreras estoloníferas de la familia Rosaceae. Agrupa unos 425 taxones descritos, de los cuales solo unos 20 están aceptados. Son cultivadas por su fruto comestible (eterio) llamado de la misma manera: fresa o, en algunos países hispanoamericanos, frutilla. Las variedades cultivadas comercialmente son por lo general híbridos, en especial Fragaria × ananassa, que ha reemplazado casi universalmente a las especies silvestres locales, como la eurasiática Fragaria vesca, por el superior tamaño de sus frutos.

## Descripción
Son plantas herbáceas, perennifolias, con rizomas y estolones epigeos más o menos desarrollados, que enraízan en los nudos donde nacen hojas arrosetadas tri-partidas. Los tallos son generalmente simples, más o menos erectos y anuales. Las hojas se agrupan en falsas rosetas, con los segmentos ovalo-rómbicos, distalmente dentados. Las inflorescencias se organizan en cimas con brácteas. Las flores, hermafroditas o funcionalmente unisexuales, tienen un receptáculo con la zona axial algo cónica, acrescente y carnosa en la fructificación. Los 5 sépalos son lanceolados y en general enteros, más o menos acrescentes, erectos, patentes o reflejos en la fructificación. El calículo tiene 5 piezas más estrechas que los sépalos y son usualmente enteros. Los pétalos, en general en número de 5, son habitualmente mayores que los sépalos; son obovados, no escotados, con la uña corta, blancos, blanco-verdosos o de color crema. Hay unos 10-20 estambres y numerosos carpelos libres implantados en la zona axial del receptáculo. El fruto es  un poliaquenio de aquenios ovoides incrustados en dicho receptáculo (eterio) que se vuelve carnoso al madurar.

## Especies aceptadas
- Fragaria × ananassa (Duchesne ex Weston) Duchesne ex Rozier
- Fragaria chiloensis (L.) Mill.
- Fragaria daltoniana J.Gay
- Fragaria gracilis Losinsk.
- Fragaria iinumae Makino
- Fragaria iturupensis Staudt
- Fragaria moschata (Duchesne) Duchesne
- Fragaria moupinensis (Franch.) Cardot
- Fragaria nilgerrensis Schltdl. ex J.Gay
- Fragaria nubicola (Lindl. ex Hook.f.) Lacaita
- Fragaria orientalis Losinsk.
- Fragaria vesca L.
- Fragaria virginiana Mill.
- Fragaria viridis Weston[1]
  - Especies aceptadas y sinonimia según GRIN

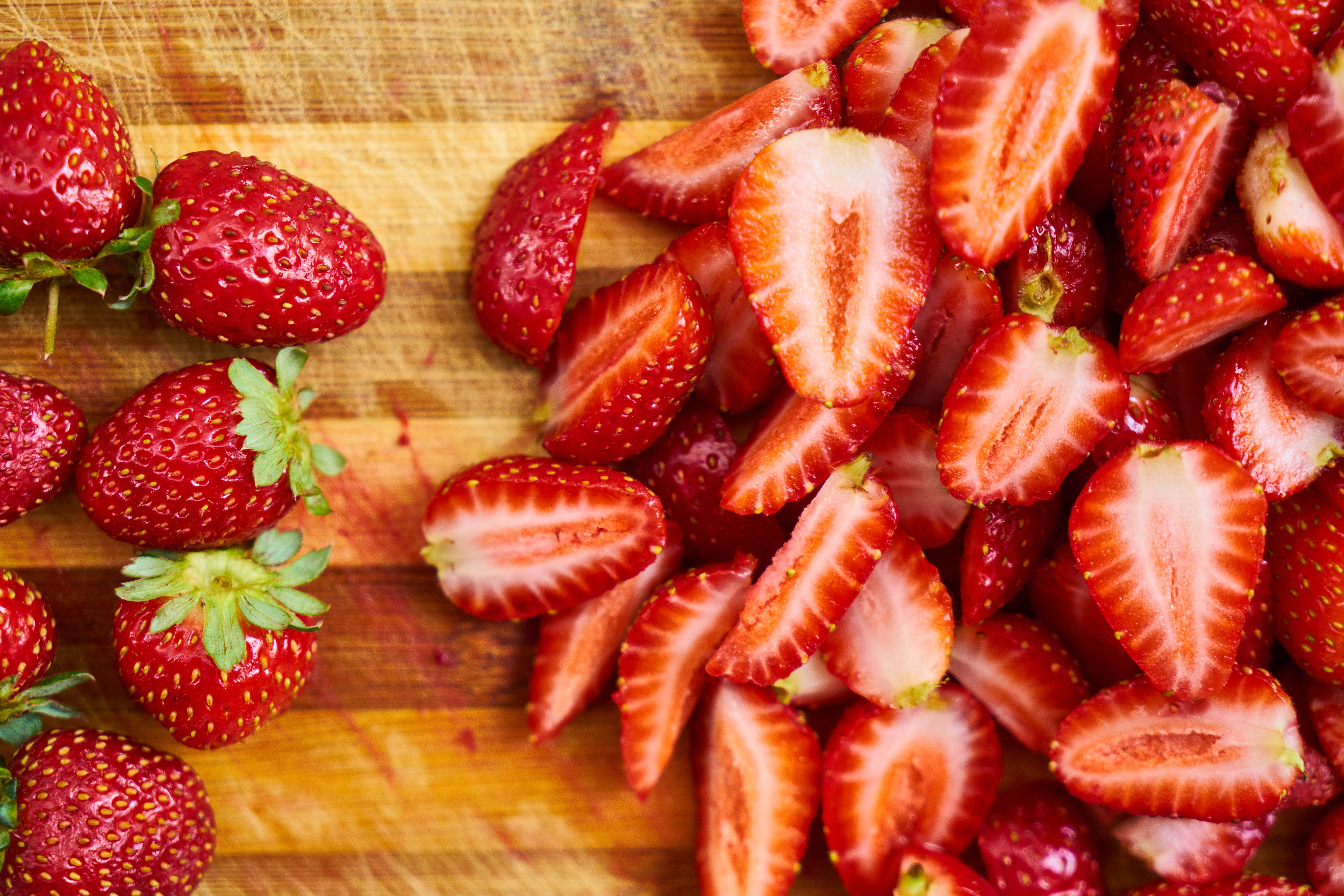
Vista de diversas fresas y su corte transversal
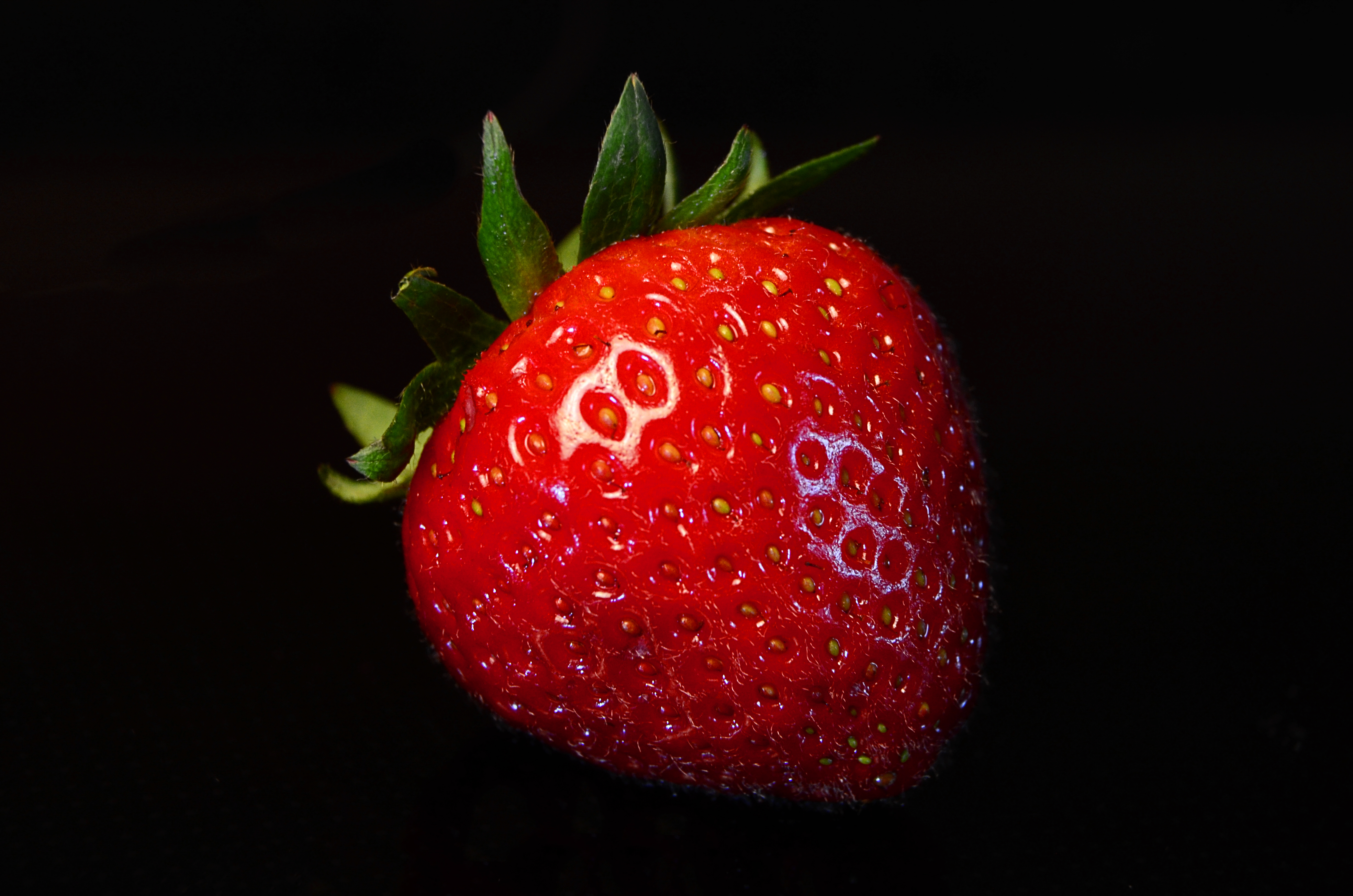
Fragaria × ananassa
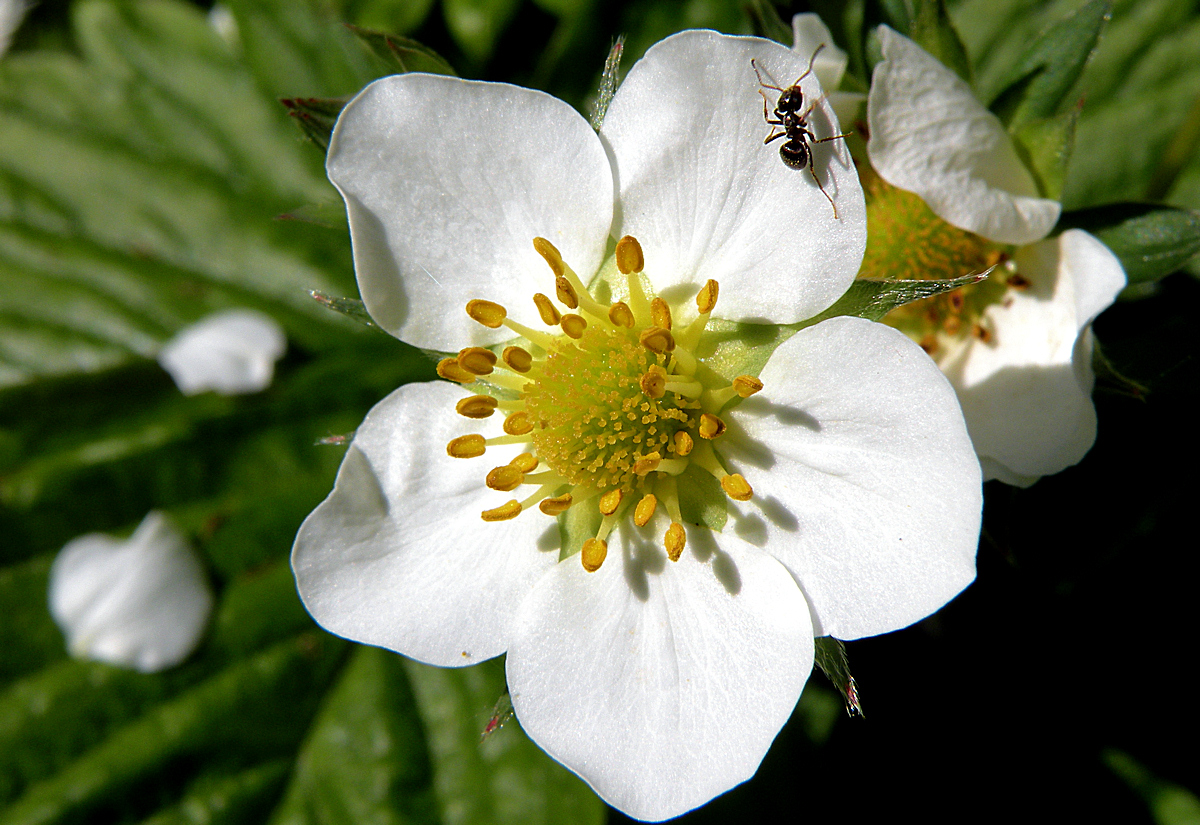
Flor de Fragaria × ananassa
Corte esquemático en una flor de Fragaria
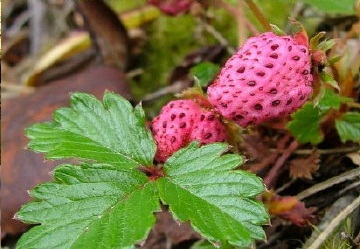
Fragaria daltoniana, planta común en el Himalaya

## Taxonomía

Nombre común ('fresa' o 'frutilla') según país

El género fue descrito por Carlos Linneo y publicado en Species Plantarum 1: 494. 1753. La especie tipo es: Fragaria vesca L.
Etimología
Fragaria: nombre genérico que proviene del latín fraga, "fresa", que se deriva de fragum, "fragante", donde se refiere a la fragancia de la fruta.

## Gastronomía
Las fresas se cultivan sobre todo por su uso en la gastronomía. La fresa es una fruta del bosque adecuada en regímenes dietéticos, dado que tiene escasa concentración de glúcidos. Tiene un sabor muy agradable y ligeramente agrio (algunas pueden poseer sabor muy dulce). Se consumen solas o mezcladas con azúcar, azúcar y vino, azúcar y nata, zumo de naranja, en helados, mermeladas, zumos, licuados, batidos y también son muy apreciadas en repostería para dulces, pasteles y tartas. Los frutos de color rojo vivo de varias especies dan un toque especial como adorno alimenticio. Con la fresa se hace una bebida alcohólica compuesta de aguardiente denominada licor de fresas.[cita requerida]
Las hojas tiernas se pueden consumir como verdura, aunque es infrecuente ese uso. Las hojas, deben recogerse cuando la planta esté bien florida; las raíces, cuando se encuentren a punto de secarse; y los frutos, bien maduros, de color rosado intenso. Siempre se debe conservar a la sombra y en un lugar resguardado del calor y de la humedad.

## Propiedades
Las fresas tienen un alto contenido de fibra, vitamina C, antioxidantes, potasio, ácido fólico y minerales. Es una de las frutas con un número menor de calorías. El consumo de esta fruta ayuda a mantener la piel hidratada; combate el estreñimiento debido a la fibra,  evita enfermedades oculares, debido también a la vitamina C y los pigmentos como la luteína y la zeaxantina; o reduce problemas cardiovasculares. 
Se debe evitar el consumo a menores de 18 meses, por ser una fruta alergénica. Debido a un alto nivel de ácido oxálico puede estar contraindicada a personas con predisposición a padecer litiasis renal.